# Oncocnemis melalutea
Oncocnemis melalutea är en fjärilsart som beskrevs av Smith 1889. Oncocnemis melalutea ingår i släktet Oncocnemis och familjen nattflyn. Inga underarter finns listade i Catalogue of Life.